# Pertti Karppinen
Pertti Johannes Karppinen (Vehmaa, 17 de fevereiro de 1953) é um remador finlandês, tricampeão olímpico legendário por suas três vitórias consecutivas no skiff simples em Montreal 1976, Moscou 1980 e Los Angeles 1984. Ele também venceu o Campeonato Mundial de Remo por duas vezes, em 1979 e 1985.
Karppinen tinha o estilo de remar de maneira conservadora durante 2/3 da prova e ultrapassar todos seus adversários com uma arrancada final devastadora. Muitas vezes durante, as provas, ele se limitava a seguir os adversários com alguns barcos de diferença entre eles, apenas para ultrapassar a todos na linha de chegada.
Ele e o grande remador alemão Peter-Michael Kolbe tiveram uma das maiores rivalidades na história do esporte. Apesar de Kobe ter mais medalhas olímpicas e de campeonatos mundiais do que qualquer outro remador, ele nunca ganhou uma medalha de ouro olímpica, o que Karppinen conseguiu por três vezes consecutivas. Duas vezes, nos Jogos Olímpicos de Montreal e nos Jogos Olímpicos de Moscou, ele liderou toda a prova, apenas para ser ultrapassado pelo finlandês nos metros finais.
Depois de de seu tricampeonato olímpico, Karppinen ainda chegou a competir em Seul 1988 e Barcelona 1992 - nestes Jogos já com 39 anos - sem conseguir chegar às finais. Ele e o soviético Vyacheslav Ivanov são os únicos atletas na história a serem tricampeões olímpicos no skiff, única modalidade individual do remo internacional.